# Фауна Полтавської області
Тваринний світ Полтавської області — чисельний і різноманітний. Зустрічаються понад 400 видів хребетних тварин. Серед них близько 40-50 видів риб, 10 видів амфібій, 11 видів плазунів, понад 300 видів птахів (включаючи 150 видів, що гніздяться на території області, а також перелітних і зимуючих), 66 видів ссавців.

## Загальна характеристика
Сучасна фауна Полтавщини характеризується переважанням лісостепових тварин при значній участі неморальних і синантропних видів. Наприклад, ядро орнітофауни області утворюють грак, сіра ворона, сорока, зеленяк, щиглик, коноплянка, вівсянка звичайна, щеврик лісовий, сорокопути — жулан і чорнолобий, припутень, горлиця звичайна, дремлюга, одуд, сова вухата, канюк звичайний, лелека білий, які є типовими мешканцями Лісостепу. Із неморальних видів птахів в області досить звичайні яструб великий, сова сіра, крутиголовка, дятел великий строкатий, сойка, кропивник (волове очко), повзик, костогриз та інші.
В цілому лісостепова та степова частини області не мають різкої відмінності у фауністичному відношенні. Певні особливості відрізняють лише північно-східну частину області від південної. В першому випадку значною є участь у фауністичних комплексах мешканців широколистяних лісів, а в другому — степових ділянок. Дещо вищим є різноманіття тварин на екотонній смузі, тобто на межі Лісостепу і степу.
Непоганою є забезпеченість охороною лісових тварин — в області створено понад 100 лісових, ботанічних, ландшафтних заказників, пам'яток природи, заповідних урочищ, в яких зберігаються лісові формації.
За останні століття у фауні Полтавщини відбулися значні зміни. Характерні зональні види тварин зникли (бабак степовий, полівка степова, канюк степовий, кречітка, стрепет, тетерук та інші). Окремі види успішно акліматизовано (олень благородний, лань, єнот уссурійський, білий амур, ондатра, товстолоб білий), чи реакліматизовано (бобер європейський, лось, свиня дика, бабак степовий).
Більшість акліматизованих чи реакліматизованих видів мають важливе значення як ресурси мисливської фауни. За мисливськими господарствами області закріплено 82 % її території. Площа мисливських угідь становить 1906 тис. га.
103 види — до «Червоної книги України». До останніх належать, зокрема, такі види
- ссавців (вечірниця велетенська та мала, рясоніжка мала, нічниця ставкова, перегузня звичайна, тхір степовий, борсук, горностай, тушкан великий («земляний заєць»))
- птахів (балабан, дрохва, журавель сірий, змієїд, лелека чорний, орел-могильник, орел-карлик, орлан-білохвіст, пугач, скопа, кулик-ходуличник, кулик-сорока, шуліка рудий, чапля жовта)
- плазунів (гадюка степова, мідянка)
- понад 30 видів комах (сатурнії, парусники, ведмедиці, бражники, жук-олень тощо).

## У лісовій місцевості
Тваринний світ тісно пов'язаний із певними угрупованнями рослинності.
У лісах, особливо в заплавних, де багато озер і стариць, різноманітний тваринний світ. Із видів амфібій тут зустрічаються трав'яна і гостроморда жаби, сіра і зелена ропухи, деревна жаба (раканя). Із видів рептилій у заплавних лісах трапляються вуж, болотяна черепаха, живородна ящірка, на сухих галявинах — прудка і зелена ящірки.
У дібровах поширені види дрібних птахів: зяблик, лісовий і співочий дрозди, соловей, вільшанка; на узліссі, лісових галявинах — вівсянка звичайна. Із числа дуплогніздників найпоширеніші великий строкатий і середній строкатий дятли, повзик, декілька видів синиць, шпак. Тісно пов'язані з лісовими угрупованнями і хижі птахи: шуліка, канюк малий, яструб. У дуплах старих дерев гніздяться сіра і вухата сови. На старих ділянках заплавних лісів влаштовують колонії чаплі сірі.
Із видів ссавців в широколистяних лісах поширені гризуни (нориця руда («полівка лісова»), вивірка лісова), комахоїдні (мідиця, їжак білочеревий, кріт європейський, борсук, куна лісова), хижаки (вовк, лисиця руда, єнот уссурійський), парнопалі (лось, сарна, свиня дика).

## Степові мешканці
Окремі мешканці колишніх степових просторів пристосувалися до проживання на полях, які колись були неораним степом. Це різні види гризунів (миші, ховрахи, хом'яки), жайворонків (польовий, степовий, чубатий), сіра куріпка, перепел. Звичайними мешканцями є заєць і лисиця. На степових схилах південних районів області зрідка зустрічаються тхір степовий та гадюка степова.
Лучна фауна досить різноманітна. Із видів амфібій тут найчастіше зустрічаються трав'яна та гостроморда жаби, із рептилій — вуж звичайний, черепаха болотяна, прудка та живородна ящірки. На луках під ранньої весни до пізньої осені годується багато видів птахів, які гніздяться в інших місцях: шпаки, граки, лелеки, чаплі. Серед заростей лучних чагарників оселюються полівка лучна, мишак жовтогорлий та мишка лучна. У центральних та північних районах області на вологих луках зустрічаються поселення крота. Із мисливських звірів на луках можна зустріти лисицю, єнота, зайця, часто сюди виходять пастися лосі й сарни.

## Водно-болотна фауна
Тваринний світ водно-болотних рослинних угруповань є досить специфічним. По берегах усіх водоймищ численна озерна жаба, звичайний та водяний вуж. Найбагатшою тут є фауна птахів. По берегах водойм у заростях очерету гніздиться очеретянка велика. На мілководдях боліт і озер будують гнізда білокрилий і чорний крячки. Серед очеретяних та комишевих боліт гніздяться качки, лиска, водяна курочка. На великих низинних болотах лаштують свої колонії руді чаплі, на деревах заплавних лісів — сірі чаплі. У глухих болотах виводять потомство журавлі й сірі гуси. Мешканцем боліт є лунь очеретяний. Біля водойм тримаються синьошийка, берегова ластівка, бджолоїдка звичайна, біла плиска.
У берегових схилах заплавних озер, стариць і річкових заток риють нори ондатра і щур водяний. Мешканцями узбережжя є також незчисленні на Полтавщині норка й видра, звичайний горностай. Нерідкими стали в останні роки і поселення бобрів.